# 科琳娜·科特斯
科琳娜·科特斯（丹麥語：Corinna Cortes，1961年3月31日—）是一名丹麥裔美國計算機科學家，因其對機器學習的貢獻而知名。她是位於紐約市的Google研究中心的副總裁。科特斯是计算机协会會士，並因其在支持向量機理論基礎方面的工作而獲得帕里斯·卡内拉基斯獎。

## 早年生活和教育
科特斯於1961年3月31日出生於丹麥。她於1989年在哥本哈根大學獲得物理學碩士學位，並於1993年在羅徹斯特大學獲得計算機科學博士學位，由蘭道爾·C·納爾遜
（Randal C. Nelson）指導。

## 職業生涯
科特斯於1993年加入AT&T貝爾實驗室擔任研究員。她於2003年起擔任紐約市Google研究中心的副總裁，並於2011年起擔任UCPH計算機科學系的兼職教授。她是《機器學習》期刊的編輯委員會成員。
科特斯的研究涵蓋了機器學習的廣泛主題，包括支持向量機（SVM）資料探勘。SVM是機器學習中最經常使用的算法之一，它被用於許多實際應用中，包括醫療診斷和天氣預報。在AT&T，科特斯是Hancock程式語言設計的貢獻者。

### 榮譽
2008年，科特斯與弗拉基米爾·瓦普尼克共同獲得帕里斯·卡内拉基斯獎，以表彰其開發了一種被稱為支持向量機（SVM）的監督學習的高效算法。由於對機器學習的理論和實踐貢獻、工業領導力和對該領域的服務，她於2023年獲選為计算机协会會士。

## 個人生活
科特斯有兩個孩子，也是一個有競爭力的跑步運動員。